# Mary Whitehouse
Mary Whitehouse, CBE (13. června 1910 – 23. listopadu 2001) byla britská bojovnice za morální čistotu televizního vysílání. Motivací pro její aktivity jí byla křesťanská víra, osobní politický konzervatismus a dlouholetá práce učitelky. V roce 1965 založila a byla první prezidentkou Národní asociace diváků a posluchačů (National Viewers' and Listeners' Association). V roce 1980 byla vyznamenána Řádem britského impéria (CBE).

## Raná léta
Narodila se jako Constance Mary Hutcheson v Nuneatonu v anglickém hrabství Warwickshire. Získala stipendium na Chester City Grammar School., dále učila dva roky na zkoušku na St John's School v Chesteru, a navštěvovala Cheshire County Teacher Training College v Crewe, kde se specializovala na obor umění pro střední školy. V roce 1932 se zapojila do Studentského křesťanského hnutí (Student Christian Movement). Osm let učila na Lichfield Road School, Wednesfield, ve Staffordshire. Ve třicátých letech se zapojila do křesťanského hnutí Oxfordské skupiny Oxford Group, později známého jako Moral Re-Armament (MRA). Na mítincích se potkala s Ernestem Raymondem Whitehousem; vzali se v roce 1940 a setrvali spolu až do Ernestovy smrti ve věku 87 let v Colchesteru v roce 2000.. Měli pět synů, dva z nich (dvojčata) zemřeli v útlém věku. Po letech věnovaných výchově dětí se vrátila v roce 1953 k učení. Od roku 1960 učila umění na Madeley Modern School v Shropshire, učila také sexuální výchovu. Postoje žáků ji přiměly začít se zabývat tím, co bylo mnohými chápáno jako úpadek morálky v britských mediích, zvláště v BBC.

## Aktivity
Mary Whitehousová začala svou kampaň v roce 1963 dopisem BBC požadujícím setkání s Hughem Greenem, generálním ředitelem BBC. V lednu 1964 zahájila s Norou Bucklandovou, ženou faráře, kampaň Očistěte televizi (Clean Up TV Campaign), manifest kampaně apeloval na anglické ženy. První schůzka se konala 4. května 1964 v Birmingham's Town Hall. Jeden z jejích synů, Richard Whitehouse, ve vzpomínkách v roce 2008 uvedl: „Účastníci přijeli ze všech koutů země, dva tisíce lidí bylo přítomno a když má matka vstoupila na podium, ozval se nadšený potlesk. Třásly se jí ruce. Ale už nemohla zastavit“.
Pro Mary Whitehousovou nesl největší zodpovědnost za morální úpadek země Sir Hugh Greene. Clean Up TV manifest proklamoval, že BBC pod vedením Greena šíří „propagandu nevíry, pochyb a špíny… promiskuitu, nevěru a pití“. Petice Clean Up TV získala pod manifest celkem 500 000 podpisů. Green v řeči, kterou pronesl v roce 1965, uvedl, aniž jmenoval přímo Mary Whitehousovou, že kritika politiky liberalizace vysílání by mohla vést k nebezpečné formě cenzury. On sám Mary Whiteouse ignoroval, blokoval její účast na BBC vysílání a obstaral si její obraz s pěti prsy  od Jamese Lawrence Isherwooda.

## Soukromá stíhání
V roce 1977 James Kirkup publikoval v novinách Gay News báseň „The Love that Dares to Speak its Name“ , která pojednává o lásce římského setníka k Ježíši, poté co byl sejmut z kříže. Editor novin Denis Lemon publikoval báseň na základě toho, že „poselství a záměr básně byl oslavit absolutní universalitu boží lásky“. Lemon byl stíhán za rouhání v případě Whitehouse v. Lemon. Byl odsouzen k devíti měsícům vězení, které mu bylo odloženo a zaplatil pokutu 500 liber.
V roce 1982 v dalším stíhání byl obviněn Michael Bogdanov, producent hry Howarda Brentona The Romans in Britain v National Theatre. První jednání obsahovalo krátkou scénu – napodobení análního znásilnění ale policie ani při opakovaném sledován hry nenašla příčinu k zásahu. V soukromém stíhání použila Mary Whitehousová článek 13 z Sexual Offences Act (1956), „předvádění nemravnosti“. Sama však nikdy hru neviděla a stíhání bylo založeno na svědectví jejího advokáta Grahama Ross-Cornese, který tvrdil, že viděl hercův penis, bylo to však ze zadní řady vzdálené 90 stop (asi 27 metrů) od jeviště. Mary Whitehouseová ustoupila od stíhání. Případ se stal předlohou pro rozhlasovou hru Marka Lawsona The Third Soldier Holds His Thighs, na stanici BBC Radio 4 v roce 2005. V knize A Most Dangerous Woman komentuje Mary Whitehousová pohled na soudní řízení tak, že tvrdí, že ji šlo o právní hledisko, ne o to, kriminalizovat Bogdanova, režiséra hry.

## Vláda Margaret Thatcherové
V osmdesátých letech se Mary Whitehousová spojila s vlivnou konzervativní vládou, zvláště se samotnou Margaret Thatcherovou. Příznivci Mary Whitehousové zdůrazňovali, že její úsilí hrálo roli v části textu Protection of Children Act (1978) a Indecent Displays (Control) Act (1981), který se týkal sex shopů. V roce 1984, zahájila ve Velké Británii kampaň proti nevhodným videonahrávkám (video nasties), která vedla v témže roce k vytvoření Video Recordings Act – zákona, který vyžadoval označování komerčních video-nahrávek stupněm vhodnosti pro určité skupiny podobně jako je tomu u filmů.

## Poslední roky
Mary Whitehousová byla oceněna v roce 1980 Řádem britského impéria CBE . V roce 1988 si poranila páteř pádem, což omezilo její aktivity. V roce 1994 odešla z funkce prezidentky asociace (National Viewers' and Listeners' Association). V roce 2001 pak byla asociace přejmenována na Mediawatch-uk. Mary Whitehousová zemřela 23. listopadu 2001 ve věku 91 let v pečovatelské domě v Colchesteru, Essex.

## Kulturní reference
- Komediální seriál Swizzlewick, Velká Británie, autor David Turner,1964, 2 díly
- Její jméno nese Whitehouse, pornografický časopis, vydavatel David Sullivan
- Skupina Pink Floyd nazpívala píseň Pigs (Three Different Ones) z alba Animals (1977).Třetí verš zmiňuje Mary Whitehouse
- Skupina The Addicts nazpívala na album Songs of Praise (1981) píseň Mary Whitehouse
- Výstup australského komika Barryho Humphriese spolu s Mary Whitehouse v seriálu The Dame Edna Experience, 1987
- Seriál Velké Británie The Mary Whitehouse Experience, 1991–1992, 30 min., 2 série / 12 dílů
- Film Špína: Příběh Mary Whitehousové [14]
- Píseň Mary Long skupiny Deep Purple z alba Who Do We Think We Are (1973), která vypráví o pokrytectví a hlouposti, nese jméno podle Mary Whitehouse a Lorda Longforda [15]